# Zgas
Zgas, właśc. Jakub Żmijowski (ur. 16 stycznia 1982 w Głogowie) – polski beatboxer. Dwukrotny Mistrz Polski WBW Polish Beatbox Battle (2005−2006). Były członek zespołu Kanał Audytywny.
Poza solową działalnością artystyczną współpracował z takimi wykonawcami jak: Cezet, HiFi Banda, Jamal, L.U.C., Mesajah, Miuosh, SOFA, Me Myself And I, Natural Dread Killaz oraz Trzeci Wymiar.

## Życiorys
Urodził się w Głogowie. Od 1999 roku zajmuje się beatboxem. Po wyjeździe na studia do Zielonej Góry współtworzył zespół Pokój 121. W 2003 roku rozpoczął współpracę z zespołem Kanał Audytywny, która trwała aż do wydania Płyty Skirtotymicznej.
Po zakończeniu współpracy z Kanałem Audytywnym poświęcił się całkowicie działalności solowej i w krótkim czasie uzyskał status jednego z czołowych polskich beatbokserów. W roku 2005 wygrał wszystkie zawody beatboxowe w kraju, włącznie z WBW (Wielka Bitwa Warszawska), zostając Oficjalnym Mistrzem Polski sukces ten powtórzył w 2006 zostając dwukrotnym mistrzem kraju. W marcu 2006 został stypendystą programu TVP "Dolina Kreatywna". Od listopada 2006 do sierpnia 2009 współpracował z zespołem Me Myself And I.
W latach późniejszych występował solowo, z formacją Fpat Wypat oraz L.U.C.-em, promując płytę Planet L.U.C. Współtworzy także projektu Kwartludium Beatbox, zainicjowanym pierwotnie na potrzebę 51 Festiwalu Warszawska Jesień. Współpracuje z Chonabibe Soundsystem. W roku 2011 ukazała się pierwsza solowa płyta artysty, Human Beatbox. Pod koniec 2011 roku ukazał się mixtape katalogujący większość gościnnych utworów Featurings Mixtape. W 2012 roku ukazał się minialbum beatboksera pt. Hybydysz.

## Dyskografia
Albumy
- Kanał Audytywny – Płyta skirtotymiczna (2004, Agencja Artystyczna MTJ)
- Zgas – Human Beatbox (2011, Labirynt Records)[5]
- Zgas – Featurings Mixtape (2011, digital download)[6]
- Zgas – Hybydysz (EP, 2012, digital download)[7]

Występy gościnnie
- Interferencja – Konkret-Nie?! (2007, nielegal)[8]
- Miuosh – Projekcje (2007, MaxFloRec)[9]
- Cezet – Styl nastukanego konia (2008, nielegal)[10]
- L.U.C. – Planet L.U.C (2008, Antyforma)[11]
- Jamal – Urban Discotheque (2008, EMI Music Poland)[12]
- Rymcerze – Kto jest królem? (2009, nielegal)[13]
- Trzeci Wymiar – Złodzieje czasu (2009, Fonografika, Labirynt Records)[14]
- SOFA – Doremifasofa (2009, Kayax Production, EMI Music Poland)[15]
- HiFi Banda – Fakty, ludzie, pieniądze – 5 minut mixtape (2010, Prosto)[16]
- Natural Dread Killaz – Ile lat... (2010, Pink Crow Records)[17]
- Me Myself And I – Takadum (2011, Creative Music)[18]
- Mesajah – Jestem stąd (2012, Fonografika)[19]
- 2XL – Jak siedzi Ci (2014, nielegal)[potrzebny przypis]

Kompilacje różnych wykonawców
- Chonabibe Mikstejp (2011, nielegal)[20]

## Nagrody i wyróżnienia
- 1. miejsce – Puchar Prezydenta Miasta Żagania – Beatbox Battle[21]
- 1. miejsce – Gdańsk Beatbox Battle 2004[21]
- 1. miejsce – Koszalin Beatbox Battle 2005[22]
- 1. miejsce – Bruk Beatbox Battle 2005[22]
- 3. miejsce – Mistrzostwa Polski WBW Beatbox Battle 2004[23]
- 1. miejsce – Mistrzostwa Polski WBW Beatbox Battle 2005[3]
- 1. miejsce – Mistrzostwa Polski WBW Beatbox Battle 2006[4]